# Berivan Kaya
Berivan Kaya (* 11. November 1967 in Stuttgart) ist eine deutsche Film- und Theaterschauspielerin.

## Werdegang
Ihre Schauspielausbildung erhielt die Tochter eines kurdischen Vaters und einer deutschen Mutter von 1988 bis 1991 an der Hochschule für Musik und Theater Hannover. Eine Tanzausbildung absolvierte sie in München und Rio de Janeiro und bei Ariane Mnouchkine in Paris. Sie hat Auftritte in Film und Fernsehen und ist auch als Liedermacherin und Sängerin aktiv.

## Theater (Auswahl)
- 1998/2000: „Hekabe“, Münchner Kammerspiele
- 2001: „Lovepangs“, Volksbühne Berlin
- 2004/5: „Kein schöner Land“, Münchner Kammerspiele
- 2015/17: „Ostwind“, ua.Münchner Kammerspiele
- 2018/19: „Vom Fliehen und vom Fliegen“, Hofspielhaus München[5]

## Regie
- 2003: „Das ungeschriebene Buch der Kurden“', Volksbühne Berlin
- 2009: „Returning“, Bayerisches Staatsschauspiel
- 2010: „Hikikomori goes Utopia“, Marstalltheater Bayerisches Staatsschauspiel
- 2013: „Sag mal, dass wir nicht zu Hause sind“, Ballhaus Naunynstr/Berlin

## Filmografie
- 1994: Wilde Jahre
- 1994: Tatort: Arme Püppi
- 1998: Vater wider Willen (5 Episoden)
- 1998: Der Schlüssel
- 2000: Wie angelt man sich seinen Chef?
- 2000: Eine Hand schmiert die andere
- 2001: Hinter dem Berg
- 2001: Dich schickt der Himmel
- 2001: Der Fahnder – Seni Seviyorum – Ich liebe dich
- 2001: Doppelter Einsatz Berlin – Wehe dem, der liebt
- 2001: SOKO Leipzig – Tod im Internat
- 2001: SOKO Kitzbühel  –  Doppelfehler
- 2001: Stubbe – Von Fall zu Fall – Havanna Dream
- 2002: Tatort – Zartbitterschokolade
- 2003: Alarm für Cobra 11 – Einsatz für Team 2 – Strafversetzt
- 2003: SK Kölsch – Pack die Badehose ein
- 2004: 21 Liebesbriefe
- 2007: Die Rosenheim-Cops – Leben vergeht, Geld besteht
- 2008: Cheeese...
- 2009: Ein Date fürs Leben
- 2010: Rosannas Tochter
- 2010–2011: Das Bloghaus (2 Episoden)
- 2011: Almanya – Willkommen in Deutschland
- 2012: SOKO 5113 – In dubio pro Leo?
- 2014: Lola auf der Erbse, Regie: Thomas Heinemann
- 2014: Polizeiruf 110: Smoke on the Water
- 2017: Zaun an Zaun
- 2019: Polizeiruf 110: Die Lüge, die wir Zukunft nennen
- 2022: Die Glücksspieler (Fernsehserie)
- 2023: Tatort: Hackl
- 2024: Frühling – Ein Zebra im Gepäck
- 2025: SOKO Leipzig: Gas, Wasser, Lügen